# 裏判
裏判（うらはん）とは、文書の裏側に据えられた花押のこと。
特に裏書とともに裏判が記される場合には、その表側の文面内容を確定・保証・承認する意味が含まれることになり、裏封とも称される。また、裏判とともに端裏銘が記載される場合もある。文書に裏判が押される理由は複数存在する。

## 解説
中世や近世における日本の訴訟機関（検非違使・記録所・雑訴決断所・評定衆、その他奉行人）が裏判を行う場合には、
- 訴状・申状の内容を訴訟機関が受理した事を受理者が示す場合。裏判を受けた訴状を返却された訴状の原告（訴人）はそれを被告（論人）に示して訴訟が開始されることを通告した。訴状・申状のことを「目安」とも称したことから、これを目安裏書・目安裏判と称し、江戸時代には受理した訴訟機関による被告への召喚命令としての意味も持った。
- 訴訟の際に訴状・申状をはじめ、被告の反論を記した陳状やその他証拠資料を全て繋ぎ合わせ、その継目ごとに奉行人・訴人・論人が花押を記す（訴人・論人のうち、代官などの代理人が出ている場合には本人（正員）参加者よりも下に記す）。これを継目裏封と呼ぶ。
- 訴状・申状の内容を訴訟機関がそのまま認めた場合、裏判をして裁許状などとともに相手に渡して判決の代わりとする。
- 訴訟の結果、評定文・裁許状などの判決を記した文書が出された場合、裏判（裏封）をして施行状などの施行を命じる文書と共に当事者に渡す。
- 訴訟以外にも、権利の移動が生じた場合、それを示した売券や和与状を訴訟機関に提示して移動の承認を求める意味で裏判を求めた事例もある。

など、表の文書の内容を確定・保証・承認など、裏封の行為の一環として行われることが多い。
請文・着到状・軍忠状など、下位者が上位者に報告・申請のために行う上申文書において、差出人が相手への敬意を表するために自署と裏判を行う場合もあった。
更に2枚以上の紙を糊などで繋ぎ合わせた際にその継目の裏側に繋ぎあわせた者やその行為を命じた者が裏判をすることで、その責任の所在を明らかにした。これを特に継目裏判・継目裏花押と称し、繋ぎ合わせた紙同士が同一の文書であること、あるいは別々の文書であっても関連性を有することを示すものとされた。前述の継目裏封もその一種と言える。
江戸時代に江戸幕府に対する費用の請求を老中が承認して、幕府の蔵からの支出を命じる際に、請求者に渡す手形（受取状）に花押を記し、これを手形裏判と称した。また、年貢勘定目録などの目録の裏側に勘定奉行などの受取責任者が受取の旨の記述と裏判を記して目録を納入者に返却して受理の証拠とした。これを目録裏判と称した。
更に単純な例として、公文書作成時に訂正を行った際に訂正部分の裏に文字と同じ大きさの花押を据えて、訂正者を明らかにした。